# Episodi di Barney Miller (quarta stagione)
La quarta stagione della serie televisiva Barney Miller è stata trasmessa in anteprima negli Stati Uniti d'America dalla ABC tra il 15 settembre 1977 e il 18 maggio 1978.
| nº | Titolo originale            | Titolo italiano | Prima TV USA      | Prima TV Italia |
| -- | --------------------------- | --------------- | ----------------- | --------------- |
| 1  | Good-Bye, Mr. Fish (Part 1) |                 | 15 settembre 1977 |                 |
| 2  | Good-Bye, Mr. Fish (Part 2) |                 | 22 settembre 1977 |                 |
| 3  | Bugs                        |                 | 29 settembre 1977 |                 |
| 4  | Corporation                 |                 | 6 ottobre 1977    |                 |
| 5  | Burial                      |                 | 20 ottobre 1977   |                 |
| 6  | Copy Cat                    |                 | 27 ottobre 1977   |                 |
| 7  | Blizzard                    |                 | 3 novembre 1977   |                 |
| 8  | Chase                       |                 | 17 novembre 1977  |                 |
| 9  | Thanksgiving Story          |                 | 24 novembre 1977  |                 |
| 10 | Tunnel                      |                 | 1º dicembre 1977  |                 |
| 11 | Atomic Bomb                 |                 | 15 dicembre 1977  |                 |
| 12 | The Bank                    |                 | 5 gennaio 1978    |                 |
| 13 | The Ghost                   |                 | 12 gennaio 1978   |                 |
| 14 | Appendicitis                |                 | 19 gennaio 1978   |                 |
| 15 | Rape                        |                 | 26 gennaio 1978   |                 |
| 16 | Eviction (Part 1)           |                 | 2 febbraio 1978   |                 |
| 17 | Eviction (Part 2)           |                 | 9 febbraio 1978   |                 |
| 18 | Wojo's Problem              |                 | 23 febbraio 1978  |                 |
| 19 | Quo Vadis?                  |                 | 2 marzo 1978      |                 |
| 20 | Hostage                     |                 | 23 marzo 1978     |                 |
| 21 | Evaluation                  |                 | 4 maggio 1978     |                 |
| 22 | The Sighting                |                 | 11 maggio 1978    |                 |
| 23 | Inauguration                |                 | 18 maggio 1978    |                 |